# جو جونگ چی
جو جونگ چی (کره‌ای: 조정치؛ زادهٔ ۲۵ اوت ۱۹۷۸)
خواننده-ترانه‌سرا و بازیگر اهل کره جنوبی است. او بیشتر به خاطر حضور در برنامه واقع‌نمای سال ۲۰۱۳ ما ازدواج کردیم در کنار همسر فعلی‌اش در زندگی واقعی، چوی جونگ این شناخته می‌شود.

## زندگی شخصی
پس از ۱۱ سال قرار گذاشتن، جو جونگ چی و چوی جونگ این در سال ۲۰۱۳ باهم ازدواج کردند. فرزند اول آنها که یک دختر بود، در فوریه ۲۰۱۷ به دنیا آمد. فرزند دوم آنها که یک پسر بود، در دسامبر ۲۰۱۹ به دنیا آمد.

## فیلم‌شناسی

### مجموعه تلویزیونی
| عنوان                    | سال  | شبکه        | نقش                                | منابع |
| ------------------------ | ---- | ----------- | ---------------------------------- | ----- |
| زن برجسته                | ۲۰۱۴ | ناور        | چون وان                            | [ ۴ ] |
| باشگاه دوست‌دختران سابق   | ۲۰۱۵ | تی‌وی‌ان      | چوی جی هون                         | [ ۴ ] |
| تهیه‌کنندگان              | ۲۰۱۵ | کی‌بی‌اس۲     | حضور افتخاری                       | [ ۴ ] |
| برادران تابستان          | ۲۰۱۵ | کی‌بی‌اس      | هیون چول                           | [ ۴ ] |
| عروس هابک                | ۲۰۱۷ | تی‌وی‌ان      | هوا گونگ                           | [ ۴ ] |
| شات آپ اند اسمش          | ۲۰۱۷ | تی‌وی چوسان  | یک مرد                             | [ ۴ ] |
| برای جنی                 | ۲۰۱۸ | کی‌بی‌اس۲     | حضور افتخاری                       | [ ۴ ] |
| عشق یک کتاب پاداش است    | ۲۰۱۹ | تی‌وی‌ان      | گیتاریست (حضور افتخاری)            | [ ۴ ] |
| تقلید                    | ۲۰۲۱ | کی‌بی‌اس۲     | ها سوک                             | [ ۵ ] |
| فعلاً کار کن بعداً بنوش    | ۲۰۲۱ | تیوینگ      | دوست‌پسر سابق آن سو هی              | [ ۶ ] |
| یک فنجان قهوه میل دارید؟ | ۲۰۲۱ | کاکائو تی‌وی | جو جونگ چی (حضور افتخاری، قسمت ۱۱) | [ ۷ ] |
| گاوس الکترونیک           | ۲۰۲۲ | ئی‌ان‌ای      | نا مو میونگ                        | [ ۸ ] |